# Тержола
Тержола (груз. თერჯოლა) је град у Грузији у регији Имеретија. Према из 2014. у граду је живело 4.644 становника.

## Становништво
Према процени, у граду је 2014. живело 4.644 становника.
| 1989. | 2002. | 2014. |
| ----- | ----- | ----- |
| 6.580 | 5.487 | 4.644 |